# Il fiore dell'ibisco
Il fiore dell'ibisco è il romanzo d'esordio di Elena Gianini Belotti vincitore nel 1985 del Premio Napoli.
Il libro narra l'incontro tra una donna di mezza età e un uomo più giovane, Daniele, di cui la protagonista-narratrice era stata la bambinaia vent'anni prima. In tale cornice narrativa si inseriscono riflessioni sul boom economico italiano, la puericultura, il femminismo e l'aborto.

## Edizioni
- Il fiore dell'ibisco, Milano, Rizzoli, 1985, ISBN 88-17-53099-9.
- Il fiore dell'ibisco, prefazione di Daniele Pugliese, Firenze, Tessere, 2021, ISBN 979-12-80472-02-1.[1]